# Lockheed Martin X-55
Die Lockheed Martin X-55 ist ein Erprobungsträger im Rahmen des „Advanced Composite Cargo Aircraft“-Programms (ACCA) der US-Luftwaffe.

## Beschreibung
Bei der X-55 handelt es sich um eine modifizierte Version der Dornier 328JET, die im Rahmen des ACCA-Projekts von Lockheed Martin in den Skunk Works umgebaut wurde. Das Projekt wurde von den Air Force Research Laboratory der US-Luftwaffe entworfen und dient der Erforschung neuer Verbundwerkstoffe. Dafür wurde der Rumpf durch eine 16,8 m lange und 3,05 m breite Kunststoffzelle ersetzt, um Gewichtseinsparungen zu erreichen. Insbesondere soll dabei festgestellt werden, ob die leichtere Kunststoffzelle den hohen Belastungen standhalten kann und geringere Wartungszyklen ermöglicht. Das gesamte ACCA-Programm dient als Grundlagenforschung für ein noch nicht näher definiertes Nachfolgemuster für den schweren strategischen C-5-Transporter.

## Technische Daten
| Kenngröße             | Daten                                                                       |
| --------------------- | --------------------------------------------------------------------------- |
| Länge                 | 21,28 m                                                                     |
| Spannweite            | 20,98 m                                                                     |
| Flügelfläche          | 40 m²                                                                       |
| Flügelstreckung       | 11                                                                          |
| Tragflächenbelastung  | - minimal (Leermasse): k. A. - maximal (max. Startmasse): 391 kg/m²         |
| Höhe                  | 7,20 m                                                                      |
| Leermasse             | k. A.                                                                       |
| max. Startmasse       | 15.655 kg                                                                   |
| Höchstgeschwindigkeit | 756 km/h                                                                    |
| Dienstgipfelhöhe      | 10.670 m                                                                    |
| Reichweite            | 1.480 km                                                                    |
| Triebwerke            | zwei Pratt & Whitney Canada PW306/9-Turbofantriebwerke mit je 26,9 kN Schub |